# Phlogochroa
Phlogochroa là một chi bướm đêm thuộc họ Erebidae.